# Marià Fortuny

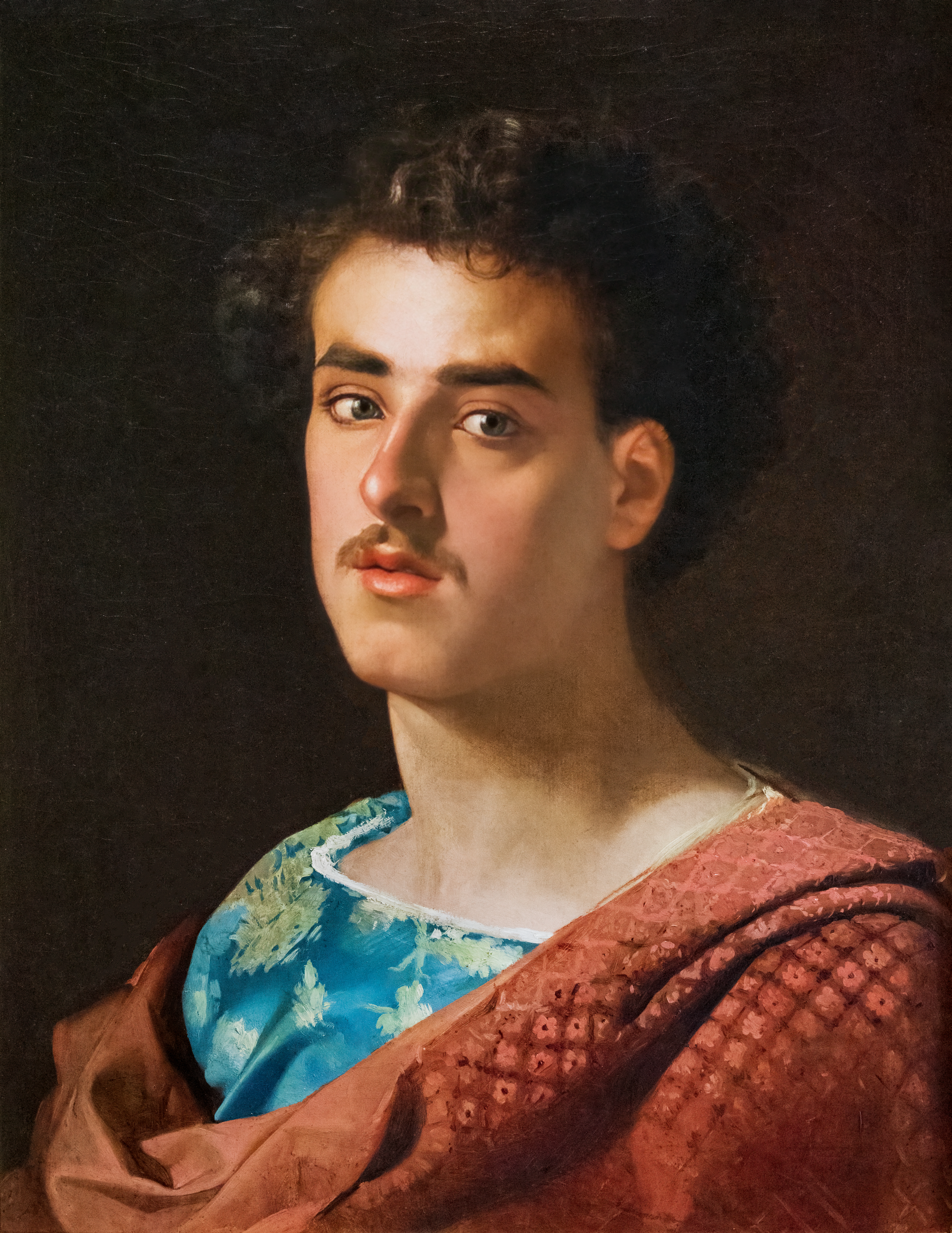
Selbstbildnis (um 1858)

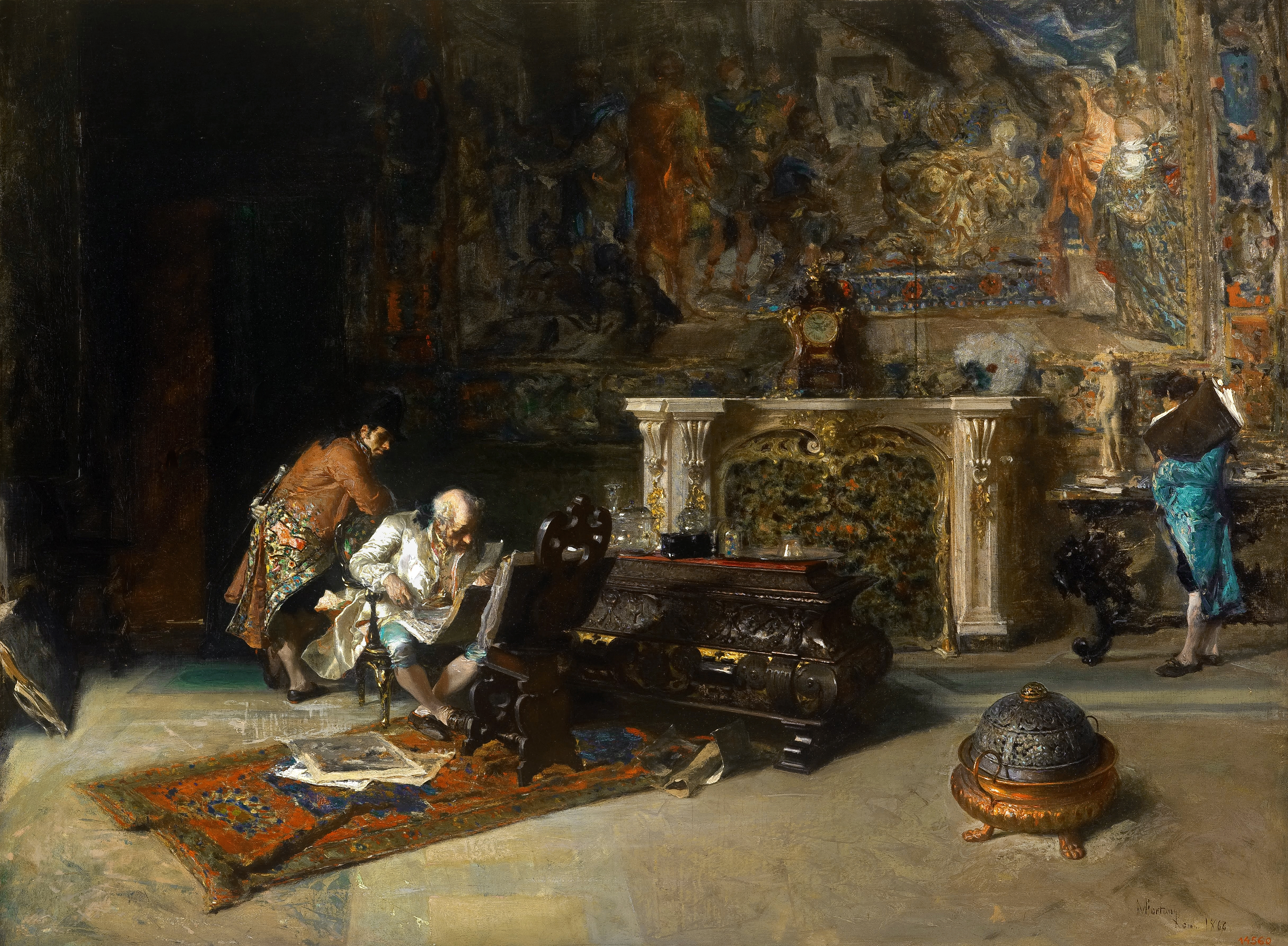
Der Kupferstichsammler (1866)

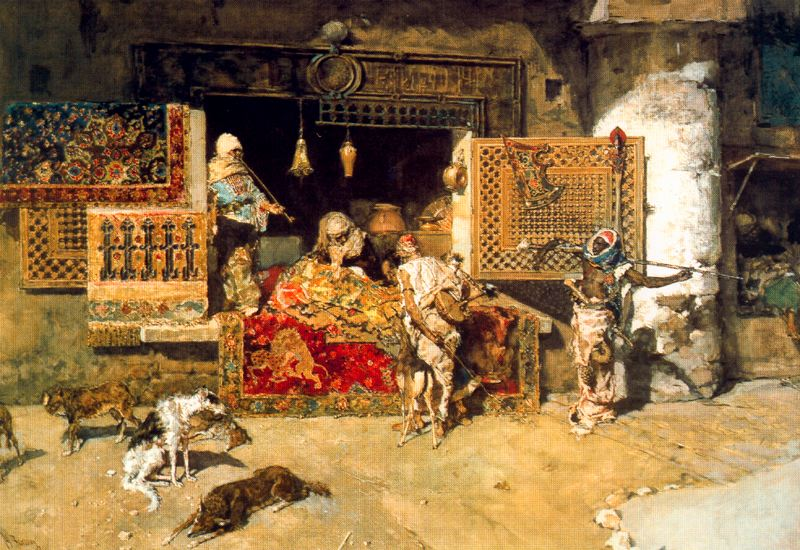
Der Teppichhändler (1870)

Marià Fortuny, eigentlich Marià Josep Maria Bernat Fortuny i Carbó, auch Marià Josep Maria Bernat Fortuny i Marsal und Mariano Fortuny y Marsal (* 11. Juni 1838 in Reus, Katalonien; † 21. November 1874 in Rom), war ein spanischer Maler, Graphiker und Zeichner sowie Radierer. Viele seiner Werke können dem Orientalismus zugerechnet werden.

## Leben und Werk
Fortuny verlor seinen Vater im Kleinkindalter und seine Mutter mit zwölf Jahren. Er wuchs bei seinem Großvater auf und studierte an der Akademie zu Barcelona unter Claudio Lorenzález, einem Schüler Friedrich Overbecks. Einige Lithographien von Paul Gavarni inspirierten ihn. In einer Schulkonkurrenz gewann er den Preis und ein Reisestipendium nach Rom, wo er im Jahr 1856 ankam. 
Er begleitete den General Juan Prim im Marokkofeldzug 1859–1860. Bevor er nach Rom zurückkehrte, besuchte er Paris, wo er Jean-Louis-Ernest Meissonier und Jean-Léon Gérôme kennenlernte, ferner Madrid, wo er vorzugsweise Goya studierte. Im Jahr 1866 war Fortuny wieder in Rom angelangt und erledigte einige Bestellungen des Pariser Kunsthändlers Goupil, die 1869 auf einer Ausstellung Beachtung fanden. 
Die Gemälde Hochzeit in der Vicaria zu Madrid und Der marokkanische Schlangenbändiger wurden besonders bekannt, zu seinen letzten Werken gehören Die Arkadier und die Akademiker. Fortuny malte auch Historien, so eine großformatige Allegorie für die Kirche des heiligen Augustin zu Barcelona und einen Plafond für den Palast der Königin Maria Christina. Von verschiedenen Reisen nach Spanien abgesehen, blieb er in Rom, wo er im Alter von nur 36 Jahren am 21. November 1874 starb. Er hinterließ zahlreiche Studien, Skizzen und nicht beendete Gemälde, darunter Die Schlacht bei Tanger. Einige seiner Werke aus der Sammlung seines Sohnes Mariano sind heute im Palazzo Fortuny in Venedig zu sehen.

## Ausstellungen
- 2017/2018: Mariano Fortuny (1838-1874), Prado, Madrid. Katalog.

## Porträt
- 1874: Bronzemedaille, 76 mm, Medailleur: Jacinto Moratò. Vorderseite: MARIANO «» FORTVNY Büste mit Kleideransatz und Kraushaar halbrechts, unten signiert: J. MORATÒ . R . Rückseite: 11 Zeilen Text

## Werkauswahl
- Besuchstag im Pfarrhaus, 1870, Öl a. Holz, 55 × 92 cm. Barcelona, Museo de Arte Moderno.
- Besuchstag im Pfarrhaus (Ausschnittvergrößerung), 1870, 1870, Öl a. Holz, 55 × 92 cm. Barcelona, Museo de Arte Moderno.
- Der Kupferstichsammler, 1866, 1870, Öl a. Holz, 50 × 66 cm. Barcelona, Museo de Arte Moderno.
- Die Schlacht von Tetuan, 1862–72, 1870, Öl a. Leinwand, 325 × 1075 cm. Barcelona, Museo de Arte Moderno.
- Die Söhne des Malers, 1874, 1870, Öl a. Leinwand, 44 × 93 cm. Madrid, Museo del Prado.
- Odaliske, 1861, 1870, Öl a. Pappe, 54 × 79 cm. Barcelona, Museo de Arte Moderno.
- Phantasie über das Faustdrama, 1866, 1870, Öl a. Leinwand, 40 × 69 cm. Madrid, Museo del Prado.